# 32. BAFTA-gála
A 32. BAFTA-gálát 1979-ben tartották, melynek keretében a Brit film- és televíziós akadémia az 1978. év legjobb filmjeit és alkotóit díjazta.

## Díjazottak és jelöltek
(a díjazottak félkövérrel vannak jelölve)

### Legjobb film
Júlia
- Harmadik típusú találkozások
- Éjféli expressz
- Csillagok háborúja IV: Egy új remény

### David Lean-díj a legjobb rendezésért
Alan Parker - Éjféli expressz
- Steven Spielberg - Harmadik típusú találkozások
- Fred Zinnemann - Júlia
- Robert Altman - Esküvő

### Legjobb elsőfilmes
Christopher Reeve - Superman
- Brad Davis - Éjféli expressz
- Marybeth Hurt - Belső terek
- Melanie Mayron - Girlfriends

### Legjobb főszereplő
Richard Dreyfuss - Hölgyem, Isten áldja!
- Brad Davis - Éjféli expressz
- Anthony Hopkins - A mágus
- Peter Ustinov - Halál a Níluson

### Legjobb női főszereplő
Jane Fonda - Júlia
- Anne Bancroft - Fordulópont
- Jill Clayburgh - Asszony férj nélkül
- Marsha Mason - Hölgyem, Isten áldja!

### Legjobb férfi mellékszereplő
John Hurt - Éjféli expressz
- Gene Hackman - Superman
- Jason Robardss - Júlia
- François Truffaut - Harmadik típusú találkozások

### Legjobb női mellékszereplő
Geraldine Page - Belső terek
- Angela Lansbury - Halál a Níluson
- Maggie Smith - Halál a Níluson
- Mona Washbourne - Stevie

### Legjobb forgatókönyv
Júlia - Alvin Sargent
- Harmadik típusú találkozások - Steven Spielberg
- Hölgyem, Isten áldja! - Neil Simon
- Esküvő - John Considine, Patricia Resnick, Allan Nicholls, Robert Altman

### Legjobb operatőri munka
Júlia
- Harmadik típusú találkozások
- Párbajhősök
- Superman

### Legjobb jelmez
Halál a Níluson
- Párbajhősök
- Júlia
- Csillagok háborúja IV: Egy új remény

### Legjobb vágás
Éjféli expressz
- Harmadik típusú találkozások
- Júlia
- Csillagok háborúja IV: Egy új remény

### Anthony Asquith-díj a legjobb filmzenének
Csillagok háborúja IV: Egy új remény - John Williams
- Harmadik típusú találkozások - John Williams
- Júlia - Georges Delerue
- Szombat esti láz - The Bee Gees

### Legjobb díszlet
Harmadik típusú találkozások
- Júlia
- Csillagok háborúja IV: Egy új remény
- Superman

### Legjobb hang
Csillagok háborúja IV: Egy új remény
- Harmadik típusú találkozások
- Szombat esti láz
- Superman

### Legjobb speciális film
Twenty Times More Likely
- How a Man Schall Be Armyd
- Play Safe
- Play Safe

### Legjobb rövidfilm
Hokusai: An Animated Sketchbook
- I'll Find A Way
- Planet Water
- Sunday Muddy Sunday

### Robert Flaherty-díj a legjobb dokumentumfilmnek
The Silent Witness

### Kiemelkedő brit hozzájárulás a mozifilmekhez
- Les Bowie
- Colin Chilvers
- Denys Coop
- Roy Field
- Derek Meddings
- Zorin Perisic
- Wally Veevers
  - a Superman speciális effektekért felelős csapata